# Comité Consultativo para la Guerra
El Comité Consultivo para la Guerra era un órgano de gobierno de la Isla de Man, que funcionaba como un tipo de 'gabinete de guerra' durante la Segunda Guerra Mundial. El Comité fue nombrado por el Teniente-Gobernador Earl Granville en noviembre de 1939. Por Earl Granville, la función del Comité sería asesorar a él en temas legislativos y políticas y en manejar los asuntos diarios de la isla. El Comité no tenía algún estatus constitucional específico.
Earl Granville formó el Comité nombrando siete miembros de Tynwald (el parlamento de la Isla de Man) como sus integrantes. Dos vinieron del Consejo Legislativo (la cámara alta de Tynwald) y cinco de la House of Keys (la cámara baja de Tynwald). William Percy Cowley, del Consejo Legislativo, era el presidente del Comité. Otros integrates del Comité eran James Corrin (Consejo Legislativo, miembro del Partido Laburista de Manx), Walter C. Craine (Laburista), Alfred Teare (Laburista), Arthur E. Kitto, Samuel Norris y Daniel J. Teare. El secretario de Gobierno y el fiscal general de la isla asistieron a las reuniones del Comité como asesores. Las reuniones semanales del Comités fueron mantenidas bajo confidencialidad estricta.
Norris renunció su puesto en 1942. Arthur J. Cottier (diputado de la House of Keys) fue nombrado como su sucesor. Daniel J. Teare murió en 1943. George H. Moore, diputado de la House of Keys, fue nombrado como su sucesor.
Teniendo la experiencia del trabajo del Comité, la House of Keys solicitaba al gobierno británico a adoptar un sistema gubernamental más constitucional para la isla. En 1946 el Consejo Ejecutivo de la Isla de Man fue constituido como un nuevo órgano asesor al Teniente-Gobernador, substituyendo al Comité.